# Barototvaré

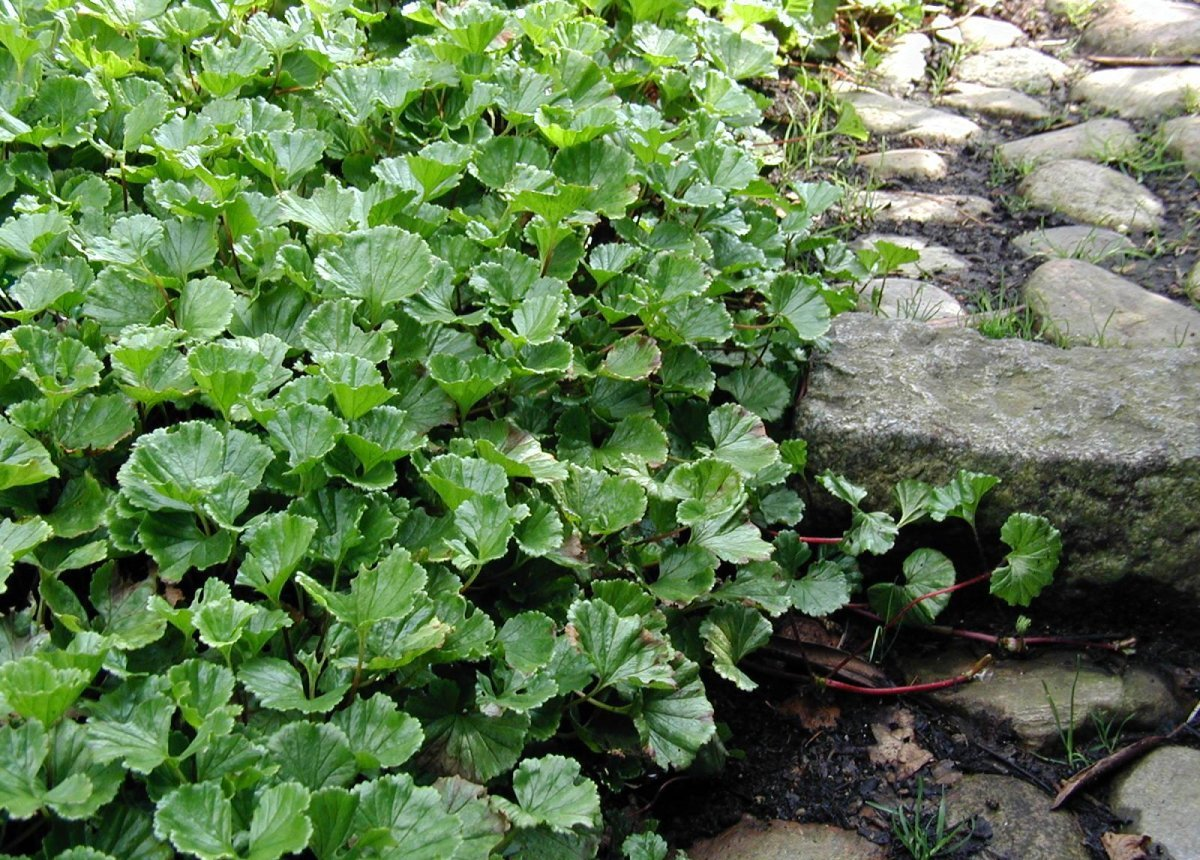
Barota Gunnera magellanica

Barototvaré (Gunnerales) je řád vyšších dvouděložných rostlin. Zahrnuje pouze 2 čeledi: barotovité a Myrothamnaceae.

## Charakteristika
Byliny a keře. Listy s dlanitou žilnatinou. Květy jsou drobné, s redukovaným okvětím až bezobalné, ve vzpřímených hustých květenstvích. Gyneceum je synkarpní.

## Taxonomie
Obě čeledi řádu mají morfologicky málo společného. V dřívějších systémech byly řazeny do odlišných řádů a nezřídka i podtříd. Gunneraceae byly nejčastěji řazeny do skupiny Rosidae do blízkosti čeledi zrnulovité (Haloragaceae), případně lomikamenovité (Saxifragaceae), zatímco Myrothamnaceae byly ve většině systémů řazeny do řádu Hamamelidales.
Molekulární analýzy příbuznost Gunneraceae s čeledí Haloragaceae nepotvrzují. V systému APG I byly čeledi Gunneraceae i Myrothamnaceae ponechány nezařazené do řádu v rámci jádrových pravých dvouděložných (Core Eudicots). V systému APG II, publikovaném v roce 2003, je již řád Gunnerales uveden a zahrnuje jedinou čeleď Gunneraceae, do níž je mimo rodu Gunnera vřazen i rod Myrothamnus.
V aktualizovaném systému dostupném na stránkách Angiosperm Phylogeny jsou obě čeledi vedeny jako samostatné.

## Seznam čeledí
- barotovité (Gunneraceae)
- Myrothamnaceae[1]